# Lampadioteuthis megaleia
Lampadioteuthis megaleia é uma espécie de molusco pertencente à família Lycoteuthidae.
A autoridade científica da espécie é S. S. Berry, tendo sido descrita no ano de 1916.
Trata-se de uma espécie presente no território português, incluindo a zona económica exclusiva.